# مرسدس-بنز دبلیو۱۱۴
مرسدس بنز دبلیو۱۱۴ (Mercedes-Benz W۱۱۴) خودرویی است که در سال‌های ۱۹۶۸ تا ۱۹۷۶در آفریقای جنوبی، آلمان، ونزوئلا و آرژانتین تولید شده‌است. طول آن در حالت طبیعی ۱۸۴٫۲۵ اینچ (۴٬۶۸۰ میلیمتر) و عرض آن در حالت طبیعی ۶۹٫۷۵ اینچ (۱٬۷۷۲ میلیمتر) است
در ایران چون انقدر طراحی این خودرو زیبا است ، به آن بنز معماری گفته می‌شد.
شاسی این اتومبیل از نوع W115 است که در سال ۱۹۷۲ بهبود یافت و اسمش به W114 تغییر کرد.
نمونه‌های w114 دارای پیشرانه ۶ سیلندر M114، M110، M180 می‌باشد و همچنین این اتاق به صورت دو درب (کوپه) ارائه شده. نمونه‌های w115 دارای پیشرانه ۴ سیلندر M115 می‌باشند. همچنین مدل w114 دارای دو لوله متصل کننده فایروال به شاسی می‌باشد که کارایی آن مستحکم تر کردن شاسی می‌باشد.

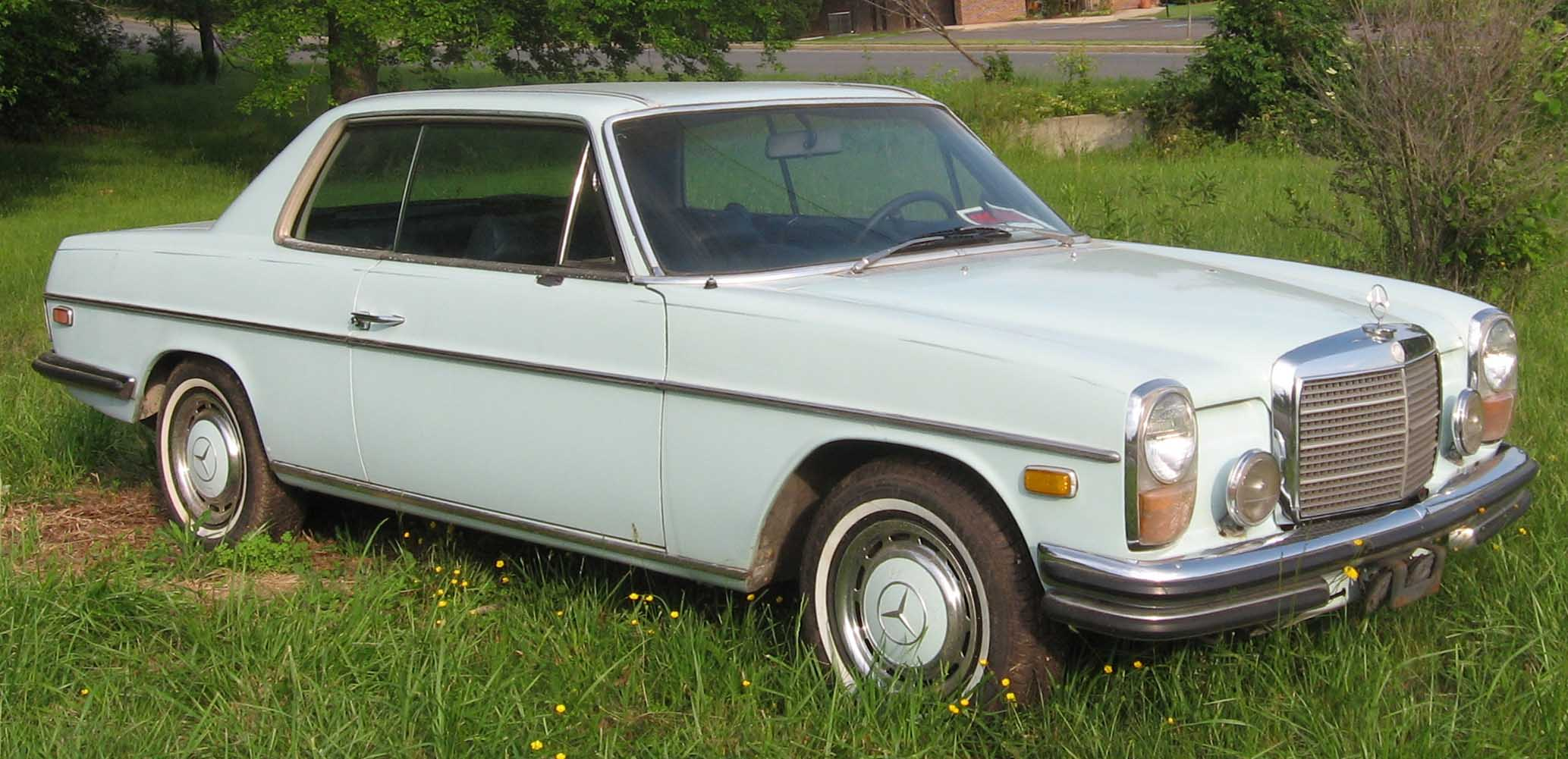
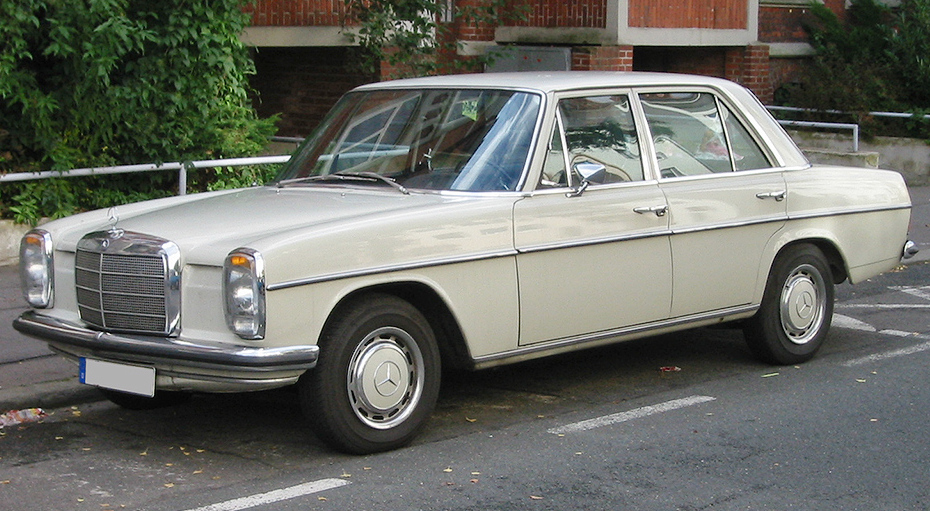